# Marine FC
Marine FC (celým názvem: Marine Football Club) je anglický fotbalový klub, který sídlí ve městě Crosby v metropolitním hrabství Merseyside. Založen byl v roce 1894 skupinou lokálních podnikatelů. Název Marine poté obdržel podle stejnojmenného hotelu ležícího na pláži u řeky Mersey. Od sezóny 1987/88 hraje v Northern Premier League Premier Division (7. nejvyšší soutěž). Klubové barvy jsou černá a bílá.
Své domácí zápasy odehrává na stadionu Marine Travel Arena s kapacitou 3 185 diváků.

## Získané trofeje
- Liverpool Senior Cup ( 7× )
  - 1978/79, 1984/85, 1987/88, 1989/90, 1993/94, 1999/2000, 2007/08

## Úspěchy v domácích pohárech
Zdroj: 
- FA Cup
  - 3. kolo: 1992/93
- FA Amateur Cup
  - Finále: 1931/32
- FA Trophy
  - Semifinále: 1983/84, 1991/92

## Umístění v jednotlivých sezonách
Stručný přehled
Zdroj: 
- 1935–1947: Lancashire Combination
- 1947–1968: Lancashire Combination (Division One)
- 1968–1969: Lancashire Combination
- 1969–1978: Cheshire County League
- 1978–1979: Cheshire County League (Division One)
- 1979–1987: Northern Premier League
- 1987–2019: Northern Premier League (Premier Division)

Jednotlivé ročníky
Zdroj: 
Legenda: Z - zápasy, V - výhry, R - remízy, P - porážky, VG - vstřelené góly, OG - obdržené góly, +/- - rozdíl skóre, B - body, červené podbarvení - sestup, zelené podbarvení - postup, fialové podbarvení - reorganizace, změna skupiny či soutěže
| Sezóny  | Liga                                       | Úroveň | Z  | V  | R  | P  | VG | OG | +/- | B  | Pozice |
| ------- | ------------------------------------------ | ------ | -- | -- | -- | -- | -- | -- | --- | -- | ------ |
| 2009/10 | Northern Premier League (Premier Division) | 7      | 38 | 17 | 6  | 15 | 60 | 55 | +5  | 57 | 9.     |
| 2010/11 | Northern Premier League (Premier Division) | 7      | 42 | 20 | 7  | 15 | 74 | 64 | +10 | 67 | 9.     |
| 2011/12 | Northern Premier League (Premier Division) | 7      | 42 | 19 | 9  | 14 | 56 | 50 | +6  | 66 | 7.     |
| 2012/13 | Northern Premier League (Premier Division) | 7      | 42 | 16 | 11 | 15 | 61 | 61 | 0   | 59 | 11.    |
| 2013/14 | Northern Premier League (Premier Division) | 7      | 46 | 13 | 14 | 19 | 68 | 76 | -8  | 53 | 20.    |
| 2014/15 | Northern Premier League (Premier Division) | 7      | 46 | 11 | 16 | 19 | 58 | 69 | -11 | 49 | 21.    |
| 2015/16 | Northern Premier League (Premier Division) | 7      | 46 | 12 | 17 | 17 | 53 | 61 | -8  | 53 | 15.    |
| 2016/17 | Northern Premier League (Premier Division) | 7      | 46 | 14 | 13 | 19 | 62 | 74 | -12 | 55 | 18.    |
| 2017/18 | Northern Premier League (Premier Division) | 7      | 46 | 14 | 11 | 21 | 67 | 78 | -11 | 53 | 19.    |
| 2018/19 | Northern Premier League (Premier Division) | 7      | 40 | 10 | 10 | 20 | 39 | 54 | -15 | 40 | 20.    |